# Tropique du Capricorne
Cet article concerne le parallèle. Pour le roman, voir Tropique du Capricorne (roman).
Pour les articles homonymes, voir Capricorne.

Tropique du Capricorne, ligne rouge.

Le tropique du Capricorne (ou tropique du Sud), est l'un des deux tropiques et l'un des cinq parallèles principaux indiqués sur les cartes terrestres, qui délimite la zone tropicale ou la zone intertropicale de l'hémisphère sud jusqu'à l'équateur terrestre. Il s'agit de la latitude la plus méridionale sur laquelle il est possible de voir le Soleil directement au zénith, lors du solstice de décembre. Sa latitude est presque fixe, se déplaçant actuellement, en moyenne, d'environ 14,43 m par an en direction du nord.
Selon la formule de Laskar (1986) pour le long terme, il s'agit, au 1er janvier 2025, du parallèle de 23° 26′ 18,249″ ou 23,4384024785° de latitude sud (en tenant compte de la nutation), et 23° 26′ 09,745″ ou 23,4360403823°  (sans tenir compte de la nutation). Selon le modèle P03 (2003) recommandé depuis 2006 par l'Union Académique Internationale et l'Institut de mécanique céleste et de calcul des éphémérides, les latitudes correspondantes s'élevaient respectivement le 1er janvier 2025 à 23° 26' 18,200" (valeur de l'obliquité vraie, nutation comprise) ou 23,43838888° et à 23° 26' 09,696" (valeur de l'obliquité moyenne, donc sans la nutation) ou 23,43602666°.

## Dénomination
Le tropique du Capricorne porte ce nom car, il y a environ 2 000 ans, le Soleil entrait dans la constellation du Capricorne lors du solstice de décembre.
À cause de la précession des équinoxes, le Soleil se situe désormais dans la constellation du Sagittaire lors de ce solstice.

## Pays traversés
Le tropique du Capricorne coupe principalement des océans. À sa latitude, le tropique mesure 102 188 km pour un degré de longitude soit 36 788 km pour le cercle complet. Les 10 pays qu'il traverse, en partant de 0° de longitude et en se dirigeant vers l'Est, sont les suivants :
- Namibie
- Botswana
- Afrique du Sud
- Mozambique
- Madagascar

→ France (le tropique ne touche aucune terre, mais passe dans la ZEE au sud de La Réunion par exemple)
- Australie (y compris l'île Curtis, sur la côte au nord de Gladstone)

→ Le tropique passe successivement au sud de la Nouvelle-Calédonie et des Fidji, au nord des récifs Minerva, au sud des Tonga et des îles Cook
→ France (le tropique ne touche aucune terre, mais passe dans l'archipel des îles Australes et Gambier)
→ Le tropique passe au nord des îles Pitcairn, de l'île de Pâques, de l'île Sala y Gómez, de l'île San Félix et de l'île San Ambrosio
- Chili
- Argentine
- Paraguay
- Brésil (le tropique passe sur l’aéroport international de Guarulhos et se trouve sur le chemin reliant São Paulo à Rio de Janeiro)

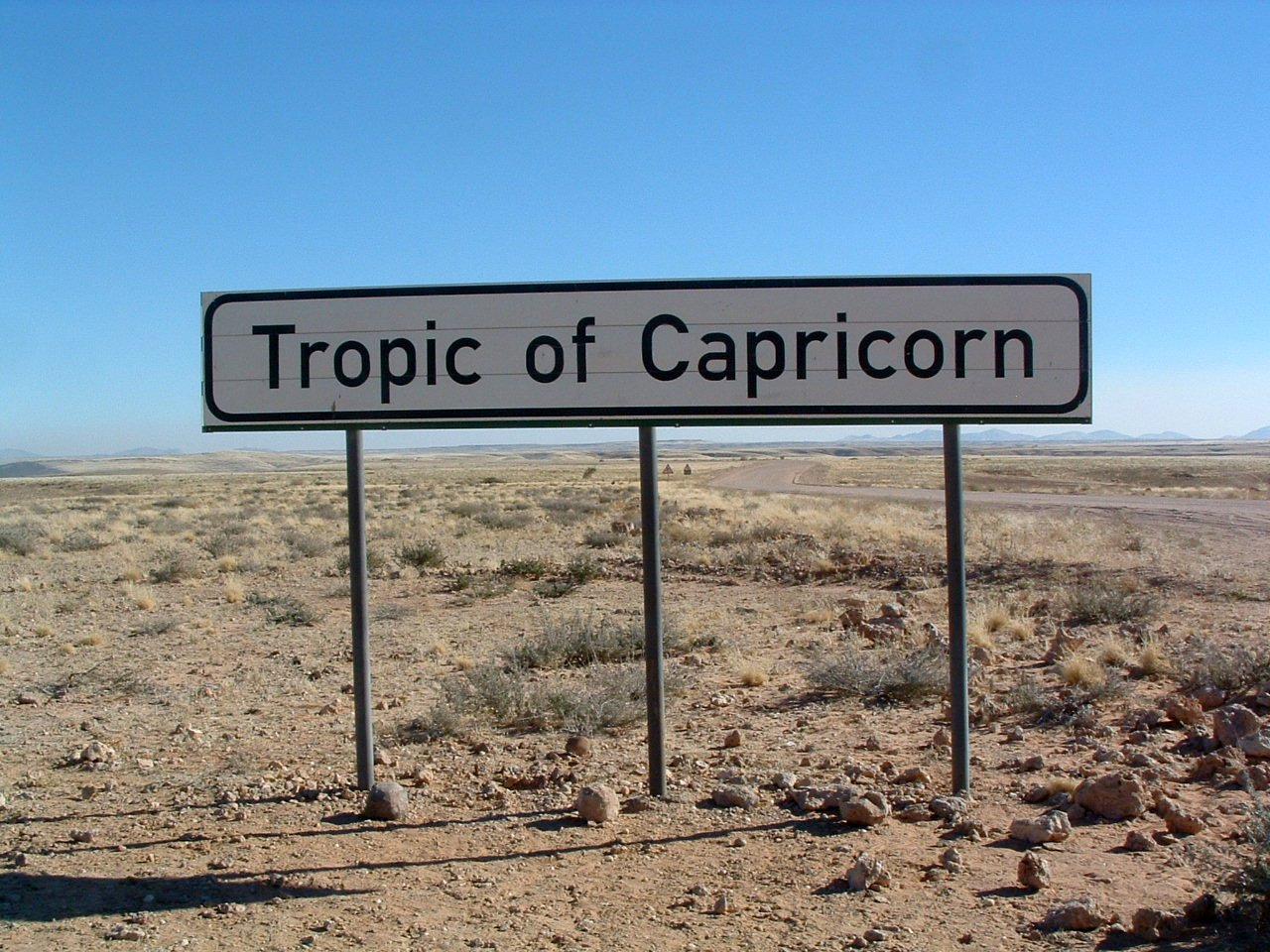
Panneau marquant le tropique du Capricorne en Namibie.
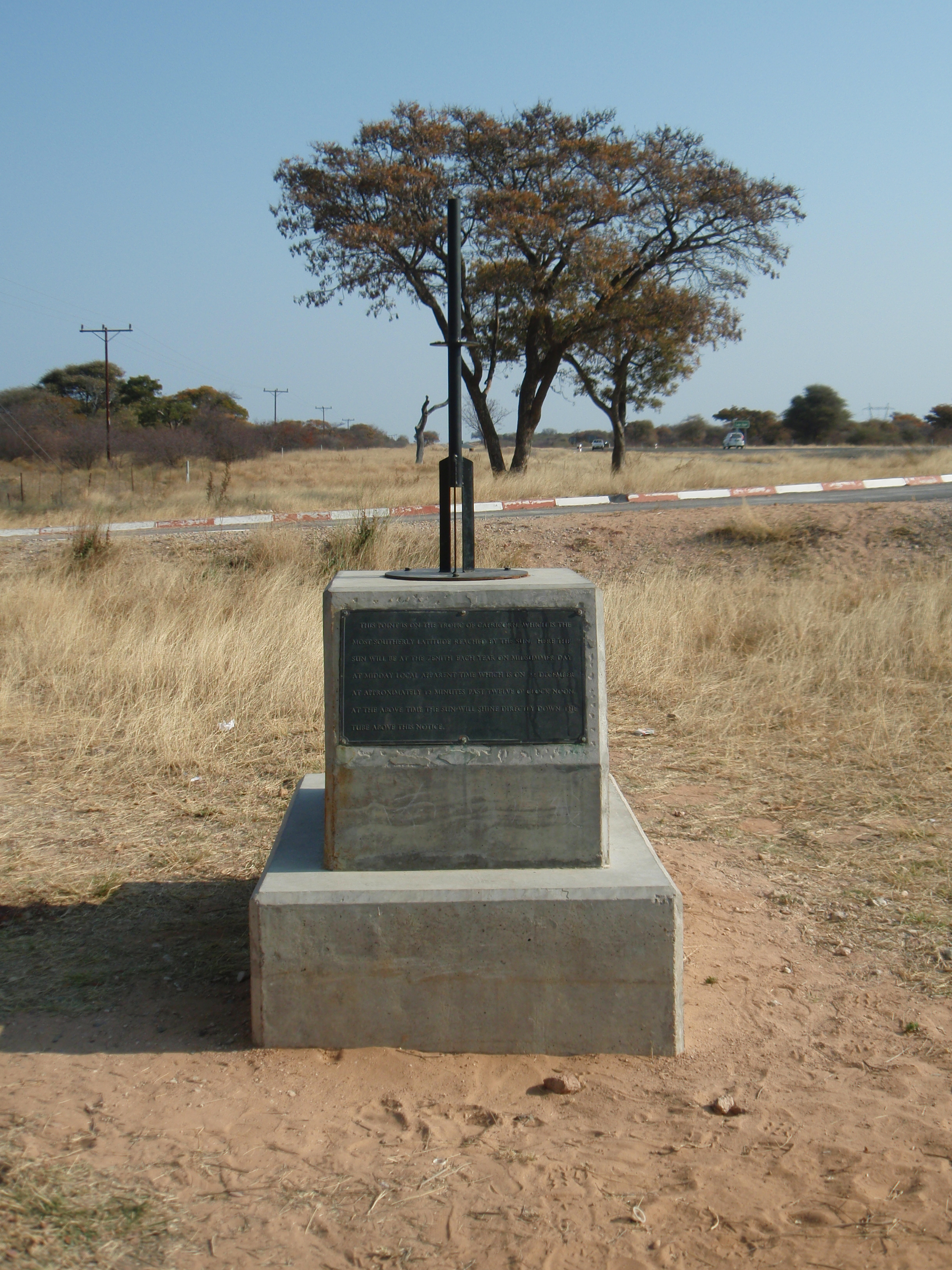
monument marquant le tropique du Capricorne au Botswana.
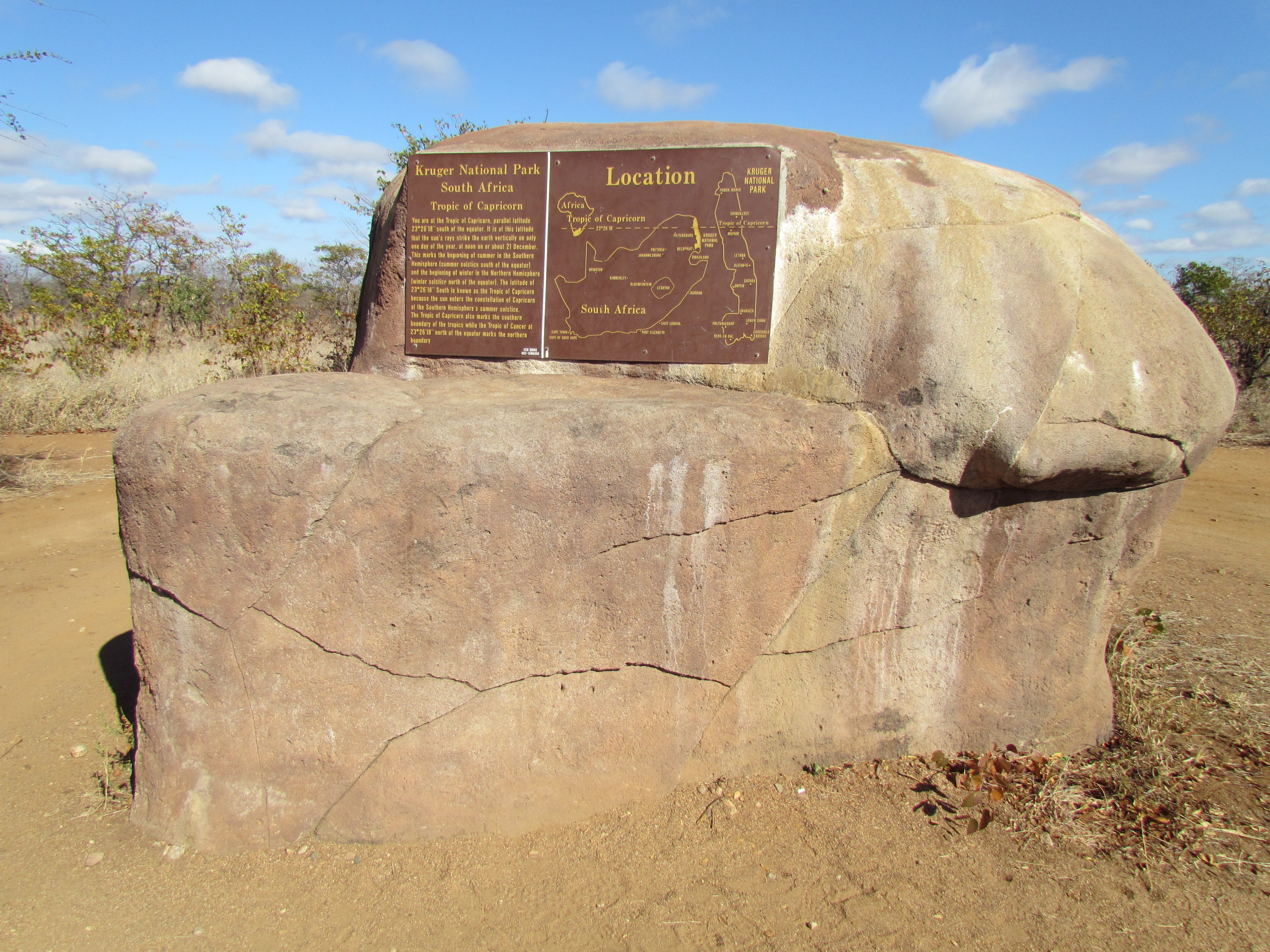
monument marquant le tropique du Capricorne dans le parc national Kruger en Afrique du Sud.
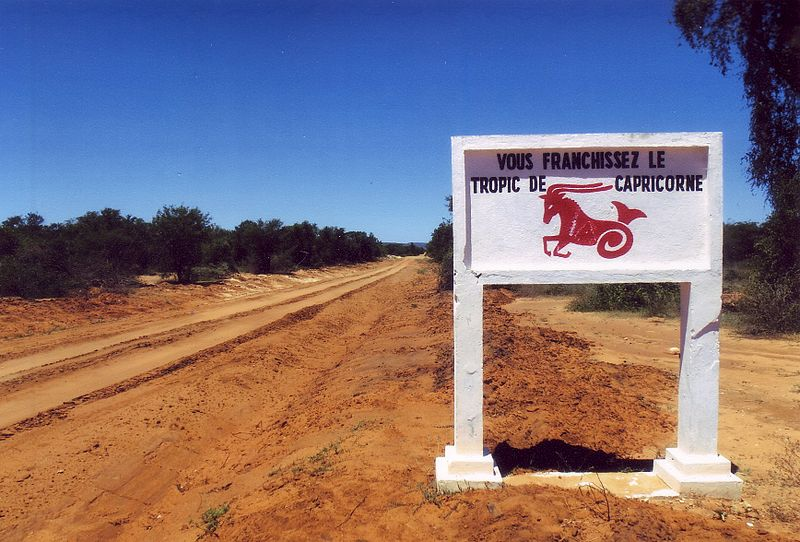
Province de Toliara, Madagascar.
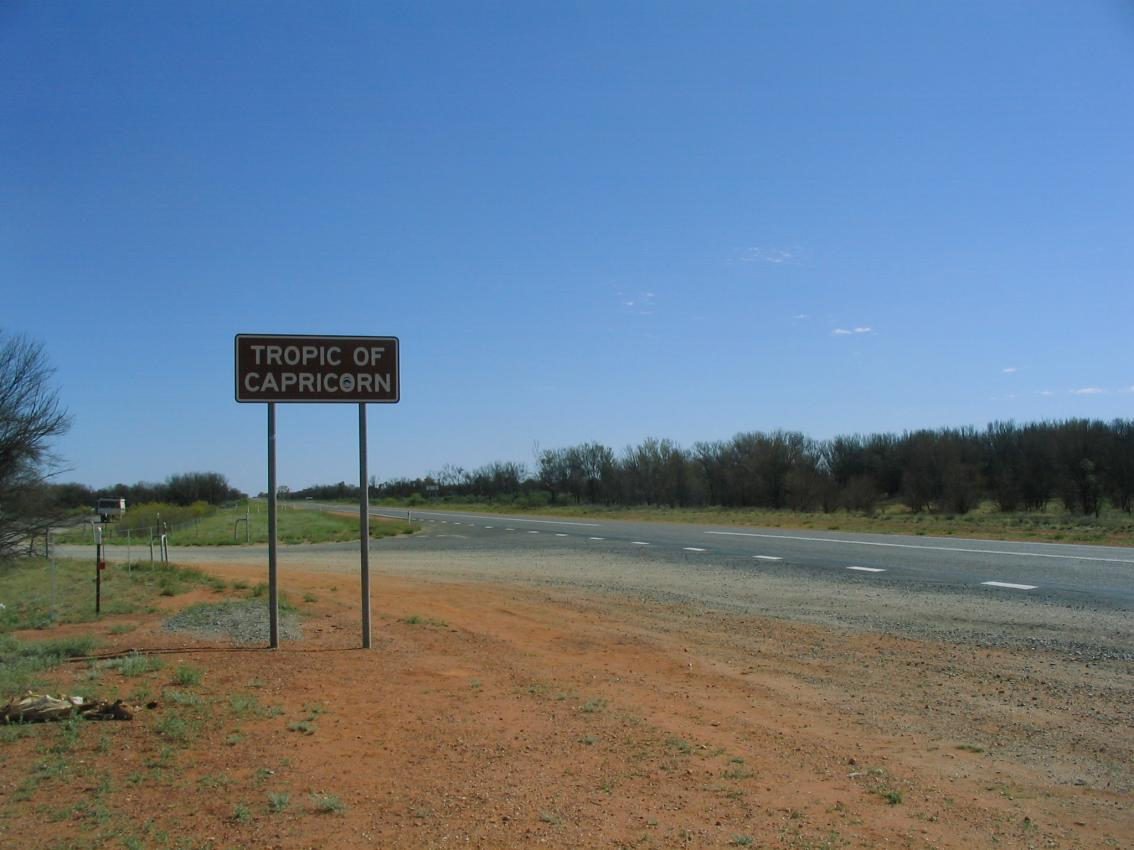
Un panneau en Australie.
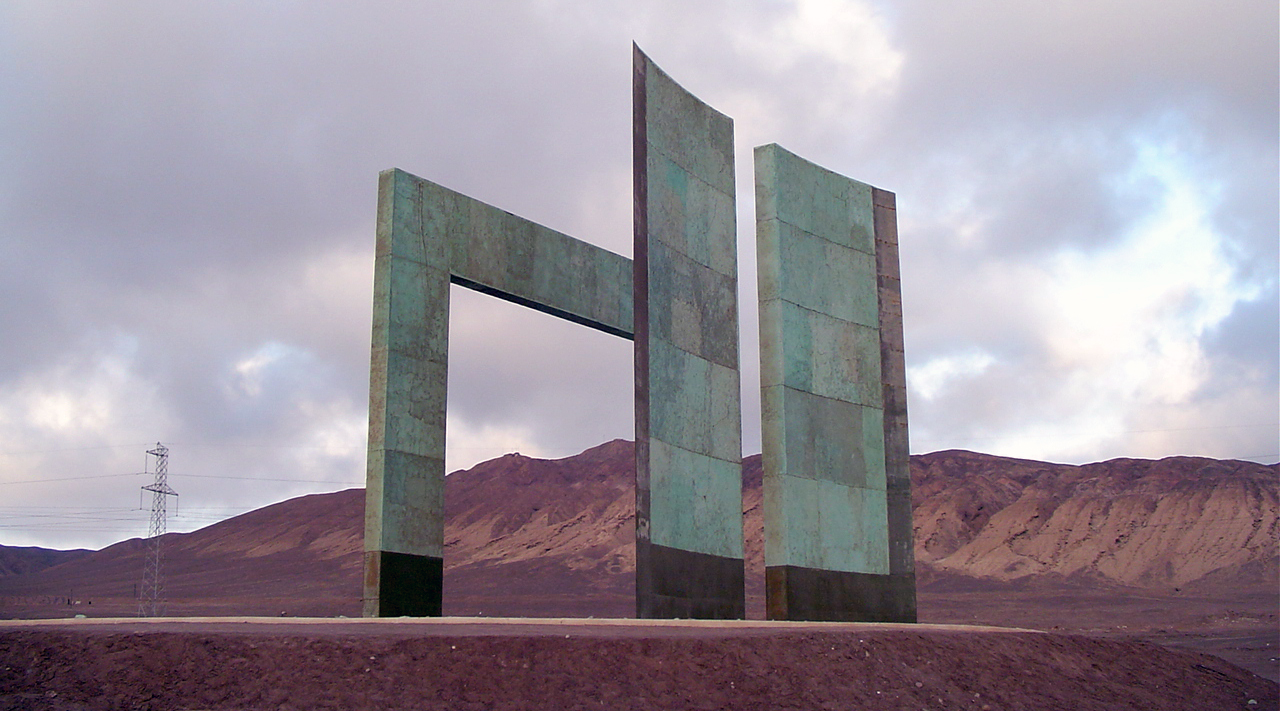
Monument sur le tropique du Capricorne au nord d'Antofagasta, Chili.
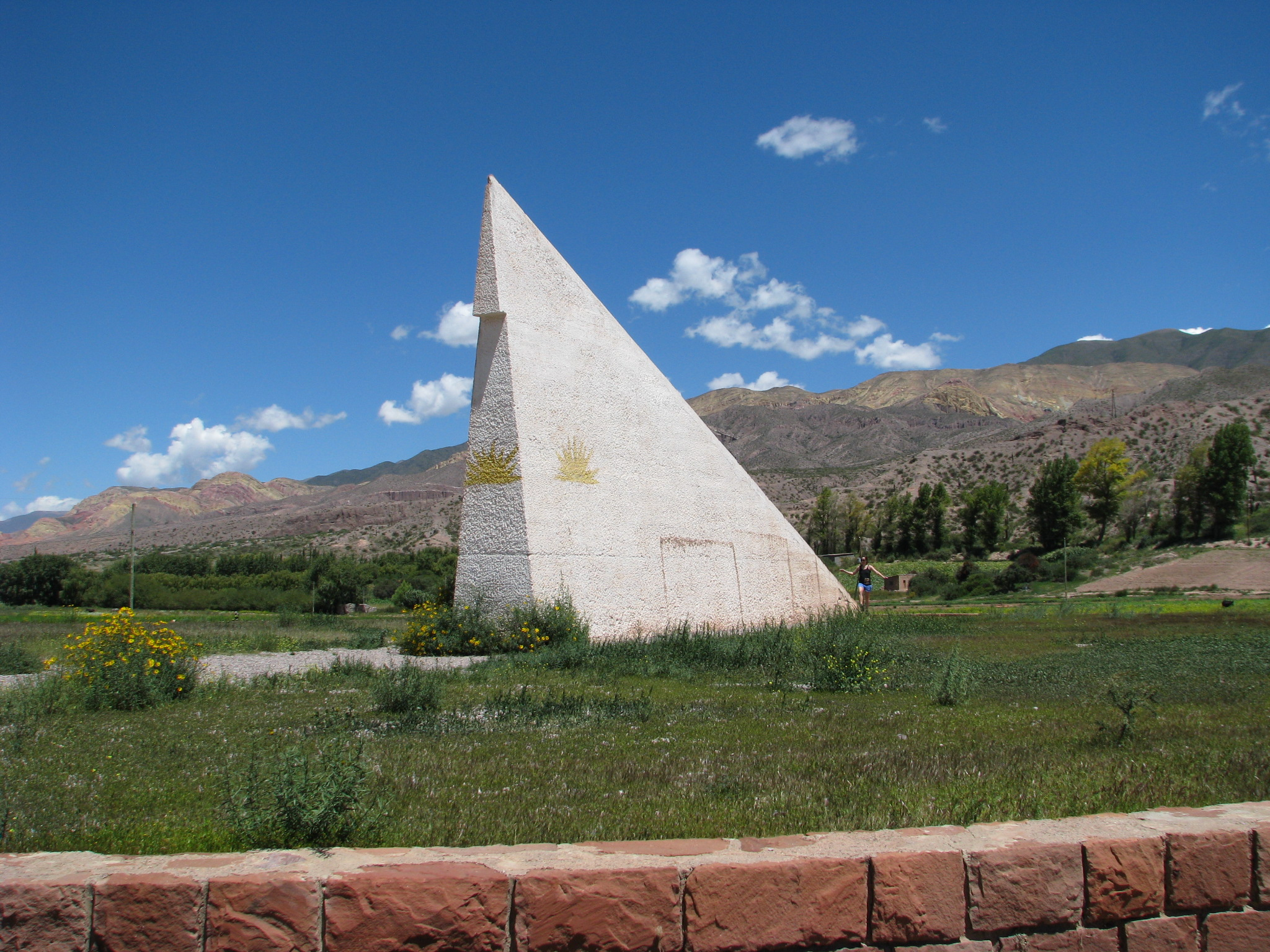
Horloge solaire sur le tropique du Capricorne, Province de Jujuy, Argentine.
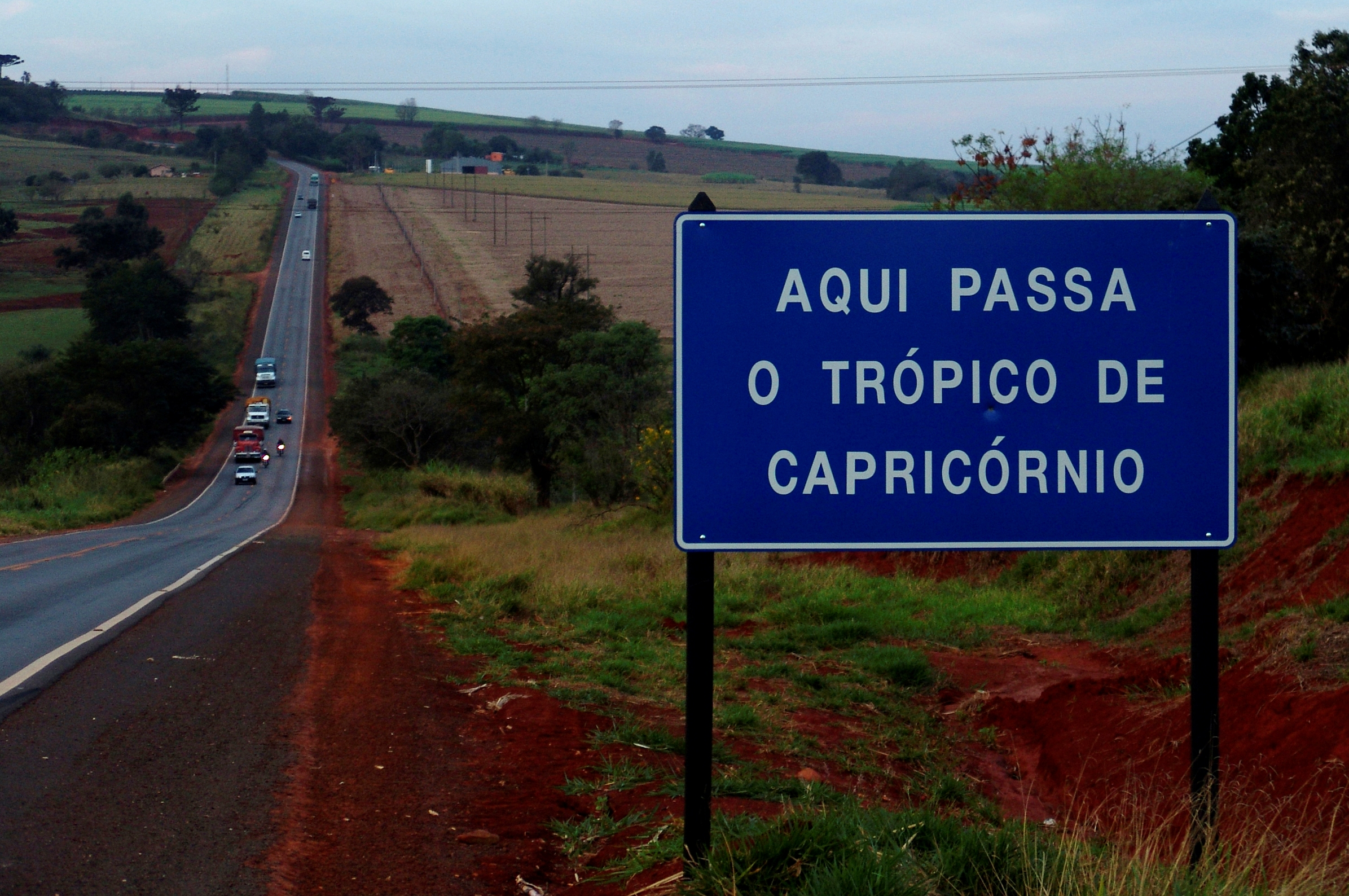
Tropique du Capricorne au Brésil.